# 力丸ダム
力丸ダム（りきまるダム）は、福岡県宮若市、遠賀川水系（当時、犬鳴川水系）八木山川に建設されたダム。高さ49.5メートルの重力式コンクリートダムで、洪水調節・上水道・工業用水を目的とする、福岡県営の多目的ダムである。

## 歴史
九州地方を襲った1953年（昭和28年）の西日本水害を契機に、かねてから水害常襲地域であった八木山川流域における治水対策が急務となった。また、下流の直方市や北九州市における人口増加と工業化に伴い水需要の高まりもあって、洪水調節・水道用水・工業用水の確保を目的とした力丸ダムの建設が計画された。工事は1959年（昭和34年）度に着手し、幾多の困難と、水没36世帯の尊い協力が積み上げられ1965年（昭和40年）7月に完成した。

## 事件
OL強姦殺人事件
1989年７月、一台の車が力丸ダム近くで発見され、 付近の雑木林から福岡県在住のOLの全裸死体が発見された。
犯人の男は中間市を走行中だったOLに 「ナンバープレートが外れている」と声をかけて車を止めさせ、 強引にOLの車に乗り込んで気絶させ、そのまま車で力丸ダムの近くに向かい、 OLを強姦して絞殺した。
犯人の男は逮捕され、無期懲役の実刑判決が下された。
保険金殺人事件
1979年11月、自身の妻に約2億円の保険金をかけたうえで、車ごとダム湖に転落させ殺害する事件が起こった。
犯行当日、犯人の暴力団員の男たちは馴染みのホステスらの誕生会を湖畔で開いており、男は「母親にも料理を食べさせたいので迎えに行ってくれ」と妻を呼び出した。妻は男の知人であるAの運転する車に乗りダムに向かった。
Aは男に雇われていた。Aは車ごとダムに転落し男の妻を殺害した後自力で脱出する手はずだったが、落下の衝撃が強かったため妻と共に死亡した。
警察は当初、交通事故として処理していた。だが、男が莫大な借金を負い生活費にも事欠いていたにもかかわらず多額の保険料を支払っていたなどの理由から、保険金殺人に捜査を切り替えた。
翌年、共犯の組幹部とともに逮捕され、この幹部が犯行を全面自供した。男は一貫して無実を訴えたものの、1、2審とも無期懲役判決が下った。1994年に自ら上告を取り下げ刑が確定した。

## 付近の施設
- 千石峡 - ダム下流の約2kmは『千石峡』と呼ばれる。
- 笠木城跡 - 笠置山（標高425m）にあった中世の山城跡。
- 千石公園 - いこいの里キャンプ場。
- 加茂公園
- 笠城ダム公園 [5]

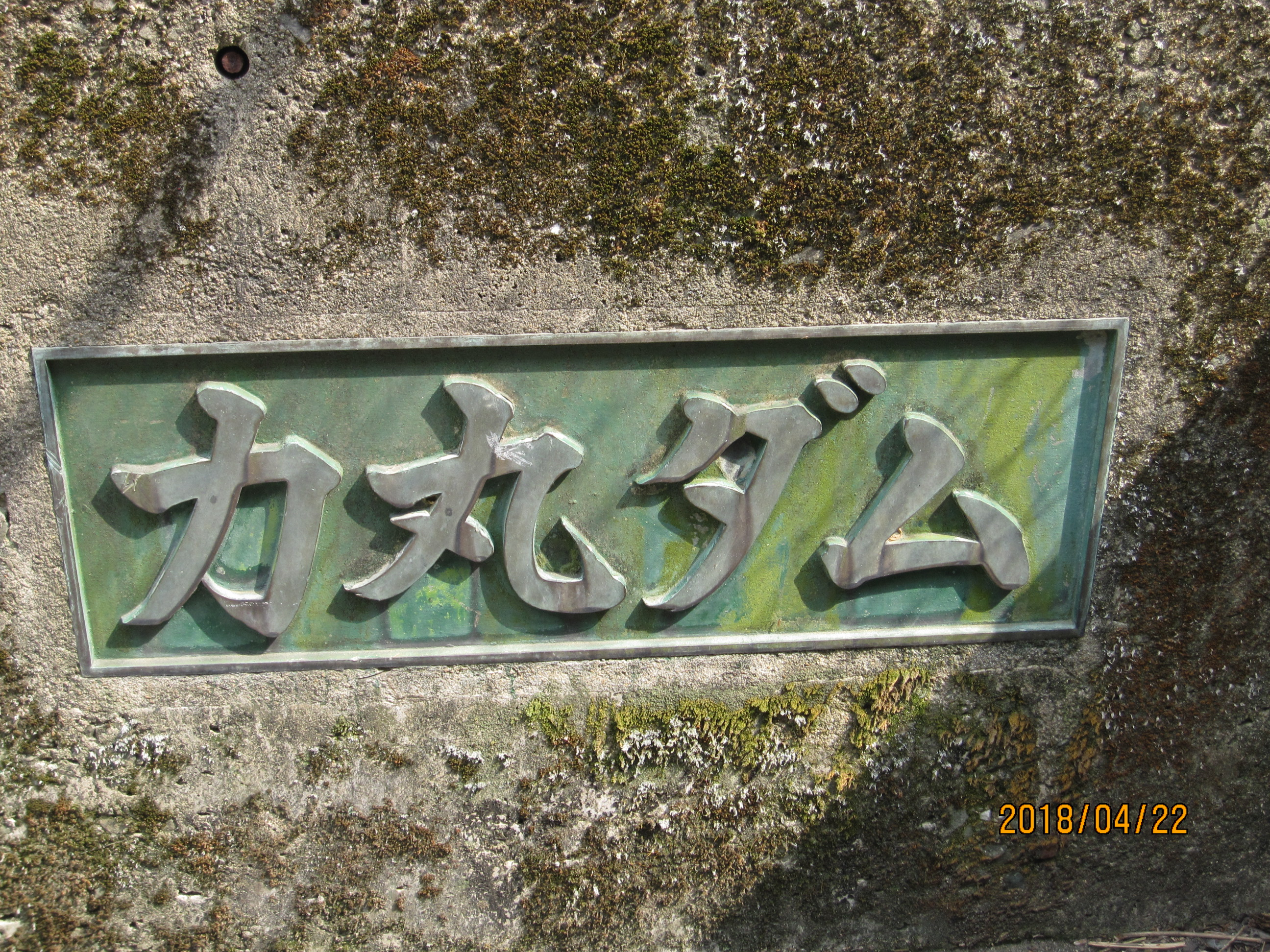
銘板

なお、かつてはダム湖畔の一角に力丸観光が所有する薬師如来の寺院「力丸十二支苑」、アイススケート場「力丸レークランド」、ホテル「力丸花ホテル」などのリゾート施設があったが、2000年代までにすべて閉鎖され、その後は解体が進み一部の施設跡のみ残っている。

## 周辺のダム
- 犬鳴ダム
- 猪野ダム
- 本入ダム
- 久保白ダム
- 鳴淵ダム
- 久原ダム
- 笠城ダム